# Linguistica testuale
La linguistica testuale analizza i testi, cioè dei sintagmi che comprendono più di una frase e che possono essere considerati come unità testuali con un inizio ed una fine.  Il testo possiede infatti una propria struttura che non corrisponde a quella di una frase, né può essere visto come semplice somma di frasi.

## Descrizione
La linguistica testuale è una disciplina relativamente giovane sviluppatasi a partire dagli anni sessanta; si basa sullo studio dei generi, sulla retorica e sulla stilistica.
Parte da due approcci linguistici del testo:
- il modello sistemico del testo sulla base della grammatica generativa;
- il modello comunicativo del testo sulla base della linguistica pragmatica.

Le proprietà che distinguono un testo da un cosiddetto “non testo” vengono chiamate testualità. Le più importanti proprietà sono la coerenza e la coesione, ossia tutti i fenomeni che mostrano rapporti logici e formali tra le parti del testo (mentre il primo aspetto indica quelli logici, il secondo si concentra su quelli formali).
Queste proprietà emergono tra l'altro da fenomeni come l'anafora e la catafora, i connettivi, il tema e il rema, l'isotopia. Criteri importanti nello studio del testo sono la sua funzione, l'argomento e la sua delimitazione.
Tra i compiti della linguistica testuale si ricordano l'analisi, la classificazione (tipo di testo), lo studio della sua funzione comunicativa e della ricezione del testo. La competenza testuale dell'individuo è quella di poter segmentare, riassumere o riformulare un dato testo, che sia orale o scritto.